# Tipula (Eumicrotipula) callithrix
Tipula (Eumicrotipula) callithrix is een tweevleugelige uit de familie langpootmuggen (Tipulidae). De soort komt voor in het Neotropisch gebied.